# Stari Sloveni - Istorija i tradicija
Stari Sloveni - Istorija i tradicija je dokumentarni film iz 2010. godine autora Nikole Miloševića, koji govori o najranijoj istoriji Slovena i tradiciji koja je do danas očuvana. Distributer filma je Delta Video.

## Sinopsis
Film govori o istoriji Slovena i do danas sačuvanoj tradiciji koju su Sloveni nasledili iz stare slovenske vere. Film razmatra problem prapostojbine Slovena, kao i razloge za seobe i dolazak Slovena na ove prostore. Govori o načinu života Slovena, njihovoj odeći, nakitu, oruđima i načinu privređivanju. Prati stvaranje prvih slovenskih država, puput Samove države, Velike Morave, Kijevske Rusije, prve hrvatse i srpske države. 
Bavi se problemom stare slovenske vere i njenih ostataka, koji su do danas očuvani. Razmatra određene običaje koji imaju korene u slovenskom predhrišćanskom verovanju. Govori o kultovima koji su zadržani, a kao najjači očuvani kult se pominje kult mrtvih ili kult predaka. Objašnjava ciklus daća, kao i mnoge pogrebne običaje. Takođe kao jednu od tradicija, zadržanih iz perioda pre pokrštavanja Slovena, navodi obeležavanje dana porodičnog zaštitnika ili slave, koja je uspela da se prilagodi i očuva samo u srpskom pravoslavlju. Osvetljava mnoge običaje koji se praktikuju za vreme Badnjeg dana i Božića, poput dolaska položajnika i postavljanja posebne gozbe za pretke.
O istoriji Slovena, arheološkim nalazima i načinu života govori prof. dr Đorđe Janković, dok o tradiciji, kultovima i običajima govore prof. dr Sreten Petrović i dr Danijel Sinani sa Beogradskog Univerziteta i prof. dr Ljubinko Radenković sa Balkanološkog instituta SANU.
Film je sniman u periodu od jula 2009. godine do početka maja 2010. godine.

## Pogledajte takođe
- Stari Sloveni - Verovanja i običaji (film)
- Stari Sloveni
- Sloveni
- Božić
- Stara slovenska vera

## Spoljašnje veze
- Starisloveni.com Oficijelna web prezentacija
- Stari Sloveni - Istorija i tradicija Zvanični trailer